# Aletopauropus
Aletopauropus – rodzaj skąponogów z rzędu Tetramerocerata i rodziny Brachypauropodidae.

## Opis
Przedstawiciele rodzaju charakteryzują się głową z trzema poprzecznymi rzędami szczecinek (setae) oraz tergitami wyposażonymi w szczecinki oszczepowatego kształtu. Piąty tergit z jednym, niepodzielonym sklerytem. Narządy temporalne z trzema rurkowatymi wyrostkami. Osobniki dorosłe posiadają 8 par 5-segmentowanych odnóż.

## Występowanie
Znane są z Japonii i Stanów Zjednoczonych.

## Gatunki
Dotychczas opisano 2 gatunki z tego rodzaju:
- Aletopauropus lentus MacSwain et Lanham, 1948[1]
- Aletopauropus tankai Hagino, 1989[2]